# Meir Ariel
Meir Ariel (en hebreu: מאיר אריאל‎) (2 de març de 1942 - 18 de juliol de 1999) va ser un poeta, compositor i cantant israelià. Va ser un artista de moltes contradiccions: no aconseguí gaire èxit actuant en solitari com a cantautor, però va escriure moltes cançons per a cantants israelians populars: Shalom Hanokh, Arik Einstein, Akhinoam Nini (Noa), David Broza, Rita i d'altres. Després de morir de manera imprevista el 1999, la seva popularitat va créixer i les seves cançons van ser interpretades de nou per molts artistes. En el seu estil poètic únic mesclava la llengua hebrea de totes les èpoques i hi feia servir elements tant del registre culte com del col·loquial. En les seves opinions socials i polítiques entrellaçava patriotisme israelià i desacord amb les guerres; secularisme i un gran respecte per les tradicions del judaisme.

## Biografia
Ariel va créixer en el quibuts Mishmarot a prop de Pardes Hanna-Karkur. Va començar a escriure poemes per al seu amic, el músic Shalom Hanokh que actuava a "Ha-Mishmaron", el cor del quibuts. Va servir a la brigada de paracaigudistes (tsankhanim) de les Forces de Defensa d'Israel. L'any 1966 es va casar amb Tirtsa Hegedüs de Kfar Szold.
Després de la Guerra dels Sis Dies va publicar la cançó Jerusalem de ferro (ירושלים של ברזל). La melodia i la lletra de la cançó es basaven a les de la cançó tan popular Jerusalem d'or (ירושלים של זהב), escrita i composta per Naomi Shemer, però la lletra d'Ariel era més realista: tot i manifestar alegria per la tornada de la gent jueva a Jerusalem i amb esperances de pau, expressava també crítica per la preu tan alt que Israel hi pagava en soldats morts i ferits. Les seves actuacions atreien molta d'atenció i la premsa el va anomenar "el paracaigudista cançonetista" (הצנחן המזמר). A l'Ariel no li va agradar aquest malnom i tampoc no li interessava fer una carrera de cantautor, així que, a càrrec del quibuts, se'n va anar amb la seva dona de viatge de servei uns anys als Estats Units.
Als Estats Units l'Ariel va descobrir Bob Dylan i el moviment folk, que el va influir profundament, i va començar escriure cançons una altra vegada. Quan va tornar a Israel, se n'anà a viure a Tel-Aviv, on la vida era molt diferent de la que solia fer al quibuts. Allà va provar d'esdevenir un cineasta, però a la Guerra del Yom Kippur va ser reclutat per a servir al Canal de Suez. Després de la guerra, va tornar a Mishmarot on va arribar a ser el secretari del quibuts, i va continuar escrivint cançons.
Durant els anys següents algunes de les seves cançons van ser difoses per cantants tan populars com Shalom Hanokh, Arik Einstein i altres, però el primer àlbum propi no va arribar fins a l'any 1978. L'àlbum, Cançons de festa, diada i caiguda (שירי חג ומועד ונופל) era principalment un àlbum de folk que tractava, entre d'altres, el tema del conflicte araboisraelià (Una cançó de dol, שיר כאב), les malalties psíquiques dels soldats desmobilitzats (Terminal luminalette, טרמינל לומינלט), la vida al quibuts (El barril de peix, חבית הדגים) i les drogues (Erroll, ארול).
El seu segon àlbum ... I amb ulls oberts (...וגלוי עיניים‎, 1984) incloïa algunes de les seves cançons més populars: Camps de Goldberg (שדות גולדברג, més conegut com La meva nena, ילדתי שלי) i Una nit tranquil·la va passar als nostres soldats a Suez (לילה שקט עבר על כוחותינו בסואץ), basada en les seves experiències a la Guerra de Desgast (1969-1970).
L'any 1987 Meir Ariel es va traslladar, amb la seva família, de Mishmarot a Tel-Aviv i, a la tardor d'aquell any mateix, va començar una llarga gira per molts pobles de tot Israel. Com que Israel és un país petit, els cantants israelians solen actuar principalment en ciutats grans on la gent pot anar-hi des dels seus pobles, de manera que es tractava d'una gira bastant especial i, per aquest motiu, es va enregistrar en forma de documental - "La gira de les eleccions de Meir Ariel" (l'any següent hi havia d'haver eleccions a Israel). El seu tercer àlbum, Verdes (ירוקות, 1988) era d'estil més semblant al rock, ja que s'hi feien servir més les guitarres elèctriques i sintetitzadors, però la base encara era la música folk. Aquest àlbum incloïa la cançó La pell de serp (נשל הנחש), dedicada al seu pare, una de les seves cançons més populars, interpretada per molts altres cantants. L'any 1993 va publicar l'àlbum Grans d'estiu (זרעי קיץ), un altre àlbum de folk rock.
L'any 1995 va publicar l'àlbum Dibuixos de carbó (רישומי פחם), un àlbum de so despullat, on principalment tocava la guitarra amb petits tocs d'acordió i violoncel. Un àlbum conceptual fosc que tractava el tema de la nul·litat de l'home en un món industrialitzat. Ariel hi esmentava la pel·lícula Modern Times, la novel·la 1984, les visions de Daniel i el tractament que fa el Talmud de l'emperador Tit Flavi Sabí Vespasià com a inspiracions per l'àlbum. Aleshores aquest àlbum va rebre poca atenció, però molts músics israelians que havien de ser populars l'any 2000, com Noam Rotem i Rona Kenan, van dir que aquest àlbum els havia influït molt. L'any 2011 es va publicar l'àlbum d'homenatge Dibuixos de carbó en color (רישומי פחם בצבע), on totes les cançons de l'àlbum original eren interpretades per Rotem, Kenan, Shlomi Shaban, Berry Sakharof i altres cantants.
L'any 1997 va publicar Bernarde i Louise (ברנרד ולואיז), un altre àlbum conceptual, que tracta l'amor de dos jueus francesos grans. Dues cançons d'amor d'aquest àlbum es van fer molt populars - Entra al cotxe i anem-nos-en (היכנסי כבר לאוטו וניסע) i No et puc treure els ulls de sobre (לא יכול להוריד ממך את העיניים).
L'any 1999 Ariel va morir de sobte de tifus causat de picada de paparra. Pòstumament, es va publicar un àlbum de les seves darreres gravacions - Jo agraeixo (מודה אני, que també és una pregària jueva) i molts àlbums d'homenatge en els quals altres cantants interpretaven les cançons d'Ariel. Ehud Banai, un dels cantautors israelians més populars, va escriure una cançó que va ser un gran èxit sobre Meir Ariel, titulada Blues Canaaní (בלוז כנעני), descrivint la seva importància i el seu estil excepcional: "I paraules com les teves / ningú ja no diu pas. / La teva espelma, Meir, encara crema" (el nom "Meir" significa "il·luminador").

## Discografia

### Àlbums
- Shirey Chag Umoed Venofel (Cançons de festa, diada i caiguda) 1978
- ...Ugluy Eynayim (...And With Eyes Revealed) 1984
- Yerukot (Verdes) 1988
- Zir'ey Kayitz (Llavors d'estiu) 1993
- Rishumey Pecham (Dibuixos de Cartró) 1995
- Bernard Velouise (Bernard i Louise) 1997
- Mode Ani (Agraeixo/Confesso) 2000

### EPs
- Yerushalayim Shel Barzel (Jerusalem de ferro) 1967
- Avarnu Et Par'o (Saludem al Faraó) 1990

### Compilacions
- Mivchar (Selection) 1991
- Haosef (The Collection) 2001
- Hameytav (The Best of Meir Ariel) 2004

### Àlbums en directe
- Dlatot Niftachot Me'atzman (amb la banda 'Charisma') (Les portes són obertes per ells mateixos) 1998
- Behofa'a Acharona Bemoadon Barby 1999 (Darrer concert al Barby Club 1999) 2002

### Àlbums tribut en directe
- Im Hagav Layam (Amb la meva esquena al mar) 2000
- Erev Kachol Amok (Nit blau fosc) 2002
- Chamesh Shanim (Cinc anys) 2005

## DVDs & VCRs
- Masa Habchirot Shel Meir Ariel (Meir Ariel's Campaign Tour) 1988
- Derech Dim'a Shkufa – Hahofa'a (Through a Clear Tear – The Show) 2003